# Cytokératine
 (juin 2023).

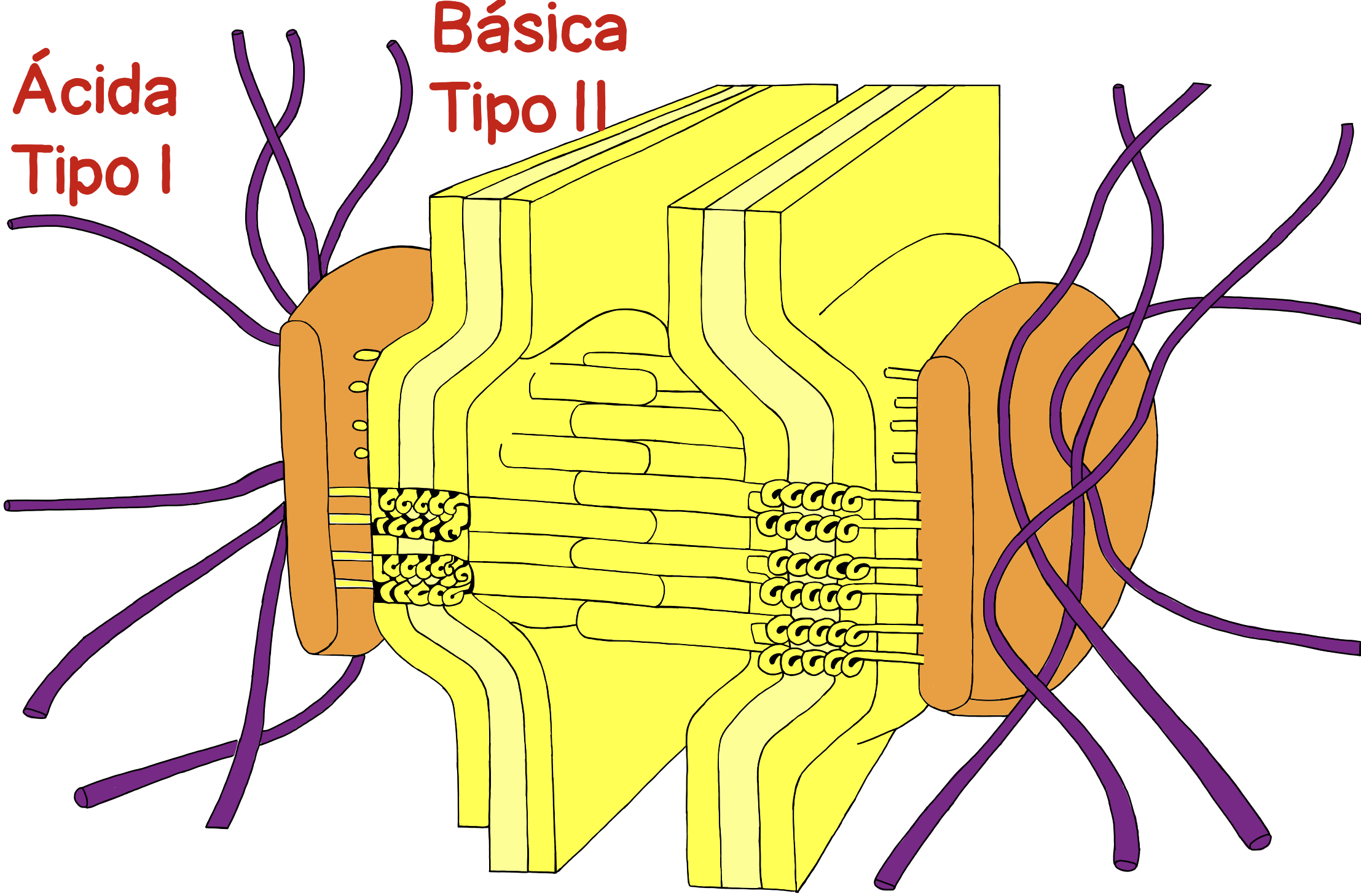
Représentation schématique de la structure d'une cytokératine.

Les cytokératines sont les constituants des filaments intermédiaires de kératine, ce sont des polymères de kératine (d'un diamètre d'environ 10 nm), que l'on retrouve spécifiquement dans les tissus épithéliaux. Ce sont des alpha-kératines, que l'on peut classer en deux groupes : les cytokératines de type I, qui sont acides, et les cytokératines de type II, qui sont basiques ou neutres.
Généralement, les cytokératines s'assemblent en fonction de leur type et on trouve des couples type I - type II. Par exemple, on trouve le couple K5/K14 dans la couche basale de l'épiderme. Les cytokératines de type II sont plus longues que celles de type I.
Leur localisation spécifique dans les tissus épithéliaux permet l'identification des cellules cancéreuses d'origines épithéliales (par exemple les carcinomes) grâce à des techniques immunohistochimiques utilisant des anticorps anti-cytokératine.
La cytokératine constitue donc un marqueur histochimique de la différenciation des cellules épithéliales[réf. souhaitée].
Les cytokératines permettent la formation des téguments, c'est-à-dire les tissus de revêtement externes — peau et ses constituants : poils, ongles, cheveux, glandes sudoripares, etc. — et internes : endothélium, mésothélium, endomètre, etc.

## Sources
- Scott, M. P., & Helm, K. F. (1999). Cytokeratin 20: a marker for diagnosing Merkel cell carcinoma. The American journal of dermatopathology, 21(1), 16-20.